# Сельцо (Ярцевский район)
Сельцо́ — деревня в Смоленской области России, в Ярцевском районе. Население – 5 жителей (2007 год). Расположена в центральной части области в 7 км к югу от Ярцева. 
Входит в состав Подрощинского сельского поселения.

## Достопримечательности
Памятники археологии местного значения:
- Курганная группа (110 курганов) в 2 км к северу от деревни на правом берегу реки Вопь. Насыпаны различными племенами (более поздние Кривичами) в VIII – XIII веках.